# Olympische Winterspiele 1960/Teilnehmer (Ungarn)
| Gelbes Symbol für Goldmedaillen mit stilisierten Olympischen Ringen | Graues Symbol für Silbermedaillen mit stilisierten Olympischen Ringen | Braundes Symbol für Bronzemedaillen mit stilisierten Olympischen Ringen |
| ------------------------------------------------------------------- | --------------------------------------------------------------------- | ----------------------------------------------------------------------- |
| —                                                                   | —                                                                     | —                                                                       |

Ungarn nahm an den VIII. Olympischen Winterspielen 1960 im US-amerikanischen Squaw Valley Ski Resort mit einer Delegation von drei Athleten in drei Disziplinen teil, davon zwei Männer und eine Frau. Keinem der Athleten gelang ein Medaillengewinn.

## Teilnehmer nach Sportarten

### Biathlon
- Pál Sajgó
20 km Einzel: 26. Platz (2:02:27,3 h)

### Skilanglauf
Männer
- Pál Sajgó
15 km: 34. Platz (57:02,9 hmin)
30 km: Rennen nicht beendet

Frauen
- Magdolna Bartha
10 km: 23. Platz (47:23,2 min)

### Skispringen
- Tamás Sudár
Normalschanze: 41. Platz (165,8)